# Jan Gwalbert Wiśniewski
Jan Gwalbert Bonawentura Erazm Wiśniewski z Wiśniewa herbu Prus I (ur. 14 lipca 1759 w Krzemieńcu, zm. 12 stycznia 1809 w Romanówce) – polski szlachcic, ziemianin, członek Stanów Galicyjskich. 

## Życiorys
Jan Gwalbert Bonawentura Erazm Wiśniewski urodził się 14 lipca 1759 w Krzemieńcu w polskiej rodzinie ziemiańskiej Wiśniewskich herbu Prus I.
 Syn Ignacego, starosty radochoszczskiego i Teresy z Mireckich herbu Szeliga. Właściciel dóbr Romanówka.
Od 3 stycznia 1782 członek Stanów Galicyjskich.
Jego żoną była Franciszka Skorupska-Padlewska herbu Ślepowron. Z tego związku synowie:
- Jan Wojciech Anzelm,
- Mikołaj Ignacy Antoni.